# 高岳親王

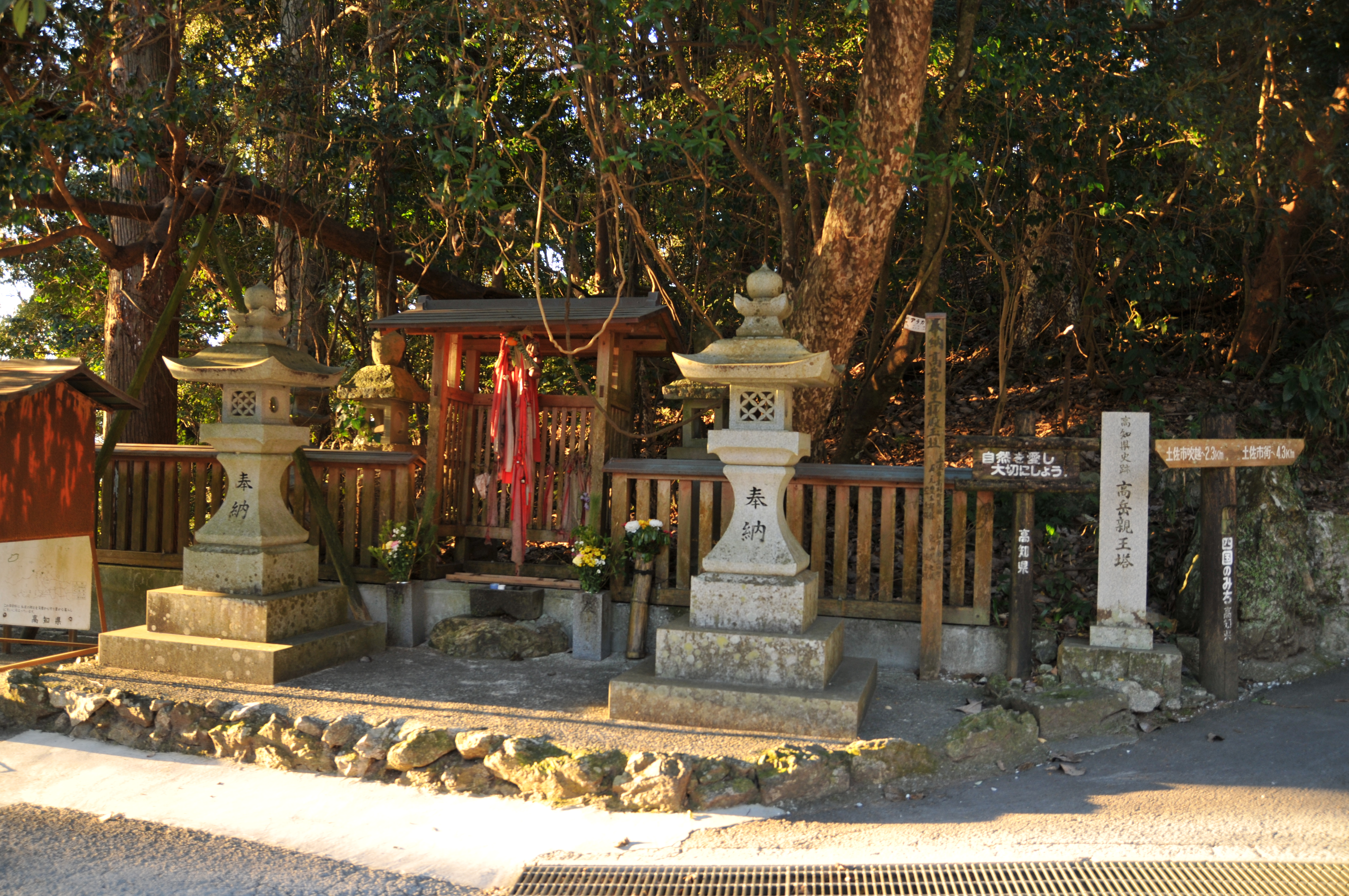
高岳親王塔遺蹟（清瀧寺）

高岳親王（たかおか しんのう、名前は「高丘」とも表記）は、平城天皇の第三皇子。嵯峨天皇の皇太子に立てられたが、薬子の変により廃された。のち復権され四品となるが、出家して真如入道親王（しんにょ にゅうどうしんのう）となる。空海の十大弟子のひとりで、仏法を求めて老齢で入唐し、さらに天竺を目指して旅立ったのち消息を絶った。異母兄に阿保親王、甥に在原業平がいる。

## 名前
名前は「高岳」「高丘」で表記揺れが見られる。杉本直治郎は、新訂増補国史大系本六国史を調査した上で、『日本後紀』（840年成立）の大同3年（808年）6月3日条では「高丘」、『続日本後紀』（869年成立）の承和2年（835年）正月6日条では「高岳」と表記されており、『日本三代実録』（901年成立）は「高丘」「高岳」を混用していることを指摘している。その上で杉本は、成立の最も早い『日本後紀』が「高丘」表記であること、『日本三代実録』の引く詔勅がすべて「高丘」表記であることなどを根拠に、「高丘」が本来の表記だと主張している。
なお、「入道親王」は出家した親王に対する称号であるが、高丘親王の時代にはまだこの称号はなく、六国史では法名を記す場合には単に「真如」としか表記されていない。また「真如法親王」と表記されることがあるが、「法親王」は出家後に親王宣下を受けた者に対する称号である上、やはり高丘親王の時代にはまだなかった称号であるため、適切ではない。

## 経歴
大同4年（809年）に父・平城天皇が譲位して嵯峨天皇が即位すると皇太子に立てられた。
高岳親王の立太子に関しては、兄弟間の皇位継承を志向した桓武天皇の意思に対する平城天皇の反発という見方がある。一方、嵯峨天皇への譲位を平城天皇の意思と見る立場からは、位を譲られた嵯峨天皇の配慮とする見解がある。桓武天皇の嫡子が平城天皇である以上、その子が立太子されること自体には問題がなかったと考えられるが、その母親の出自が皇族でも藤原氏のような有力貴族でもなかったことが波紋を呼んだらしく、「蹲居太子」と評されたという（『続日本後紀』承和2年正月壬子条・『日本三代実録』元慶5年10月13日条）。
大同5年（810年）の薬子の変に伴う政変により皇太子を廃された。しかし、薬子の変に高岳親王が関与した証拠は無く、平城上皇の事件に対する責任も問われなかった結果、廃太子を正当化する理由が見出せなくなってしまったためと推測されるが、新しく皇太弟になった大伴親王（後の淳和天皇）の立太子の詔は出されたものの、高岳親王の廃太子に関して詔勅などの公式文書が出される事は無いまま、皇太子の地位ではなくなった。また、高岳親王が当時12歳と、年齢が低かったことからも、変に関与したと考えるのは不自然である。
弘仁13年（822年）、四品に叙せられ名誉回復がなされたが、その後出家した。真如を名乗り、奈良の宗叡や修円、そして空海の弟子として修行した。やがて空海の十大弟子の一人となり、高野山に親王院を開いた。阿闍梨の位を受け、『胎蔵次第』を著した。承和2年（835年）に空海が入定すると、高弟の1人として遺骸の埋葬に立ち会っている。斉衡2年（855年）、地震により東大寺大仏の仏頭が落ちた際、東大寺大仏司検校に任じられ修理の指揮を執った。
老年になり、入唐求法を志して朝廷に願い出た。
貞観3年（861年）に親王や宗叡らの一行23人は奈良を発ち九州に入り、翌貞観4年（862年）に大宰府を出帆して明州（現在の寧波）に到着した。貞観6年（864年）、長安に到着した。在唐30余年になる留学僧円載の手配により、西明寺に迎えられた。しかし、当時の唐は武宗の仏教弾圧政策（会昌の廃仏）の影響により仏教は衰退の状態にあったこともあり、親王は長安で優れた師を得られなかった。このため親王はさらに天竺行きを決意した。貞観7年（865年）、唐皇帝の勅許を得て、従者3人と共に広州より海路天竺を目指し出発したが、その後の消息を絶った。16年後の元慶5年（881年）、在唐の留学僧中瓘らの報告において、親王は羅越国（マレー半島の南端と推定されている）で薨去したと伝えられている。巷説では虎の害に遭ったという話もある。
現在、マレーシアのジョホール・バルの日本人墓地には、高野山の親王院が日本から御影石を運んだ親王の供養塔が建立されている。

## 系譜
- 父：平城天皇
- 母：伊勢継子（伊勢老人の子）
- 妻：不詳（生母不明の子女）
  - 男子：在原善淵（816-875）
  - 男子：在原安貞（?-?）

## 伝記研究
- 佐伯有清『高丘親王入唐記 – 廃太子と虎害伝説の真相』、吉川弘文館、2002年

## 文学作品
- 澁澤龍彦『高丘親王航海記』、文藝春秋、1987年／文春文庫、1990年、新装版2017年（第39回読売文学賞受賞）
- 近藤ようこ『高丘親王航海記』全4巻、角川書店・コミック判、2020-21年（上記の漫画化）